# Pavel Nečas
Pavel Nečas (* 5. března 1966 Hodonín) je český filmový a divadelní herec. V roce 1987 absolvoval Konzervatoř v Brně.

## Životopis
Televizní diváci ho mohli vidět v mnoha seriálech, jako například Ulice, Ordinace v růžové zahradě 2, Okresní přebor, ZOO, Vinaři, či Pálava.
Působil v divadlech v Olomouci, Uherském Hradišti nebo v Národním divadle moravskoslezském v Ostravě. Od roku 1998 byl v angažmá v pražském Divadle Na Fidlovačce. Od roku 2012 hraje v divadelním spolku Háta. V letech 2015–2019 byl v angažmá v Divadle na Vinohradech, kde v současné době hraje v divadelní hře Revizor. 
Jeho partnerkou byla herečka Zuzana Vejvodová, se kterou má syna Jonáše (*2012). V roce 2018 si vzal režisérku Arianu Rakovou.

## Divadelní role (výběr)

### Divadlo na Vinohradech
- 2016 Piérre-Aristide Bréal: Velká mela aneb Francouzská kuchyně, režie: Daniel Hrbek, premiéra: 18. března 2016, role: Francouzský komisař
- 2016 Karel Čapek: Loupežník, režie: Tomáš Töpfer, premiéra: 6. února 2015, role: Kovář
- 2016 William Shakespeare: Zkrocení zlé ženy, režie: Juraj Deák, premiéra: 14. prosince 2012, role: Starý pán z Mantovy
- 2016 Georges Feydeau: Když ptáčka lapají…, režie: Tomáš Töpfer, poprvé: 14. listopadu 2016, premiéra: 6. ledna 2017, role: Gontran Chenneviette
- 2018 Nikolaj Vasiljevič Gogol: Revizor, režie: Juraj Deák, premiéra: 19. prosince 2018, role: Amos Fjodorovič Ljapkin-Ťapkin, okresní soudce
- 2019 Pavel Kohout podle Karla Hašlera: Hašler…, režie: Tomáš Töpfer, obnovená premiéra: 18. října 2019, role: Primátor – Plukovník Moravec

### Divadlo F. X. Šaldy
- My Fair Lady

## Filmografie (výběr)
- 1997 - Zdivočelá země role: Mezulán
- 2003 - Četnické humoresky role: porodník
- 2005 - Ulice role: barman Vráťa
- 2005 - Ordinace v růžové zahradě 2 role: krajský zastupitel Švarc
- 2009 - Expozitura role: expolicista Suchopár
- 2010 - Okresní přebor role: Luboš Matějka
- 2014 - Vinaři role: policista Patrik Tauš
- 2017 - Bajkeři role: trenér a podnikatel Roman Záhorský

další role naleznete na fdb